# Jennifer Holland
 (novembre 2021).
Si vous disposez d'ouvrages ou d'articles de référence ou si vous connaissez des sites web de qualité traitant du thème abordé ici, merci de compléter l'article en donnant les références utiles à sa vérifiabilité et en les liant à la section « Notes et références ».
Jennifer Holland est une actrice américaine né à Chicago, Illinois, (États-Unis) le 9 novembre 1987[réf. nécessaire].

## Biographie
Elle est surtout connue pour son rôle de Ashley Monnaghan dans American Pie présente : Les Sex Commandements, de la saga des American Pie.
Depuis 2021, elle a interprété à plusieurs reprises le personnage d'Emilia Harcourt, une employée d'une agence gouvernementale, dans plusieurs films et séries de l'univers DC.

## Vie privée
Depuis 2015, elle est en couple avec le réalisateur James Gunn, ce dernier lui a confié un rôle, celui de Emilia Harcourt dans The Suicide Squad de 2021. Elle s’est mariée avec lui en septembre 2022 à Aspen dans le Colorado.

## Filmographie

### Cinéma
- 2004 : The Sisterhood de David DeCoteau : Christine
- 2008 : Zombie Strippers de Jay Lee : Jessy
- 2009 : American Pie Présente : Les Sex Commandements de John Putch : Ashley Monnaghan
- 2019 : Brightburn : L'Enfant du mal de David Yarovesky : Mme Espenschied
- 2021 : The Suicide Squad de James Gunn : Emilia Harcourt
- 2022 : Black Adam de Jaume Collet-Serra : Emilia Harcourt
- 2023 : Shazam! La Rage des Dieux de David F. Sandberg : Emilia Harcourt
- 2023 : Les Gardiens de la Galaxie Vol. 3 (Guardians of the Galaxy Vol. 3) de James Gunn : Kwol

### Télévision
- 2004 : Drake et Josh : Fille (saison 2, épisode 13)
- 2004 : Dante's Cove : Tina (saison 1, pilote non diffusé)
- 2005 : Les Experts : Miami : Julie Gannon (saison 4, épisode 2)
- 2008 : Assorted Nightmares: Janitor : Kate (saison 1, épisode 1)
- 2009 : Cougar Town : Candee (saison 1, épisode 3)
- 2010 : Rizzoli & Isles : fille en bikini (saison 1, épisode 4)
- 2010 : Des jours et des vies : April
- 2011 : Bones : Nicole Twist (saison 6, épisode 10)
- 2011 : Supah Ninjas : Mélanie (saison 1, épisode 15)
- 2012 : All the Wrong Places : Jackie
- 2012 : American Horror Story: Asylum : l'infirmière Blackwell (2 épisodes)
- 2013 : The Glades : Ashley Collins
- 2014 : Perception : Lucy Halpern (épisode: "Inconceivable")
- 2016 : Rush Hour : Julia (épisode: "Familee Ties")
- 2017 : Sun Records : Becky Phillips
- 2022 : Peacemaker : Emilia Harcourt

### Téléfilm
- 2005 : House of the Dead 2 de Michael Hurst : Sorority Girl

### Court-métrage
- 2004 : Interstate : Hitchhiker
- 2009 : Murderabilia : Lilly
- 2019 : Beauty Juice : Sarah

### Web
- 2011 : Level 26 : Dark Revelations : Simone